# Филдинг, Джозеф
Джозеф Филдинг (англ. Joseph Fielding, 26 марта 1797 — 19 декабря 1863) — один из первых лидеров Движения святых последних дней. Он был вторым президентом Британской Миссии (1838—1840), координировавшим деятельность миссионеров в Великобритании и других странах Европы. Джозеф был братом Марии Филдинг, второй жены Хайрама Смита и дядей Джозефа Филдинга Смита-старшего, шестого президента Церкви Иисуса Христа Святых последних дней.

## Биография
Филдинг родился в Ханидоне (Бедфордшир, Англия) 26 марта 1797 года. Его родителями были Джон Филдинг и Рейчел Ибботсон. Они были активными последователями методистского движения. В 1832 году он иммигрировал в Канаду вместе со своей сестрой, Мерси Рейчел. Они обосновались в Чарльтоне, что в девяти милях к северо-западу от Торонто. Через некоторое время к ним присоединилась их младшая сестра Мария. В период между 1834 и 1836 годами Филдинг и его сестры участвовали в группе изучения религии. Группа обсуждала проблемы и задачи Методистской веры и быстро стала известна, как «несогласные».

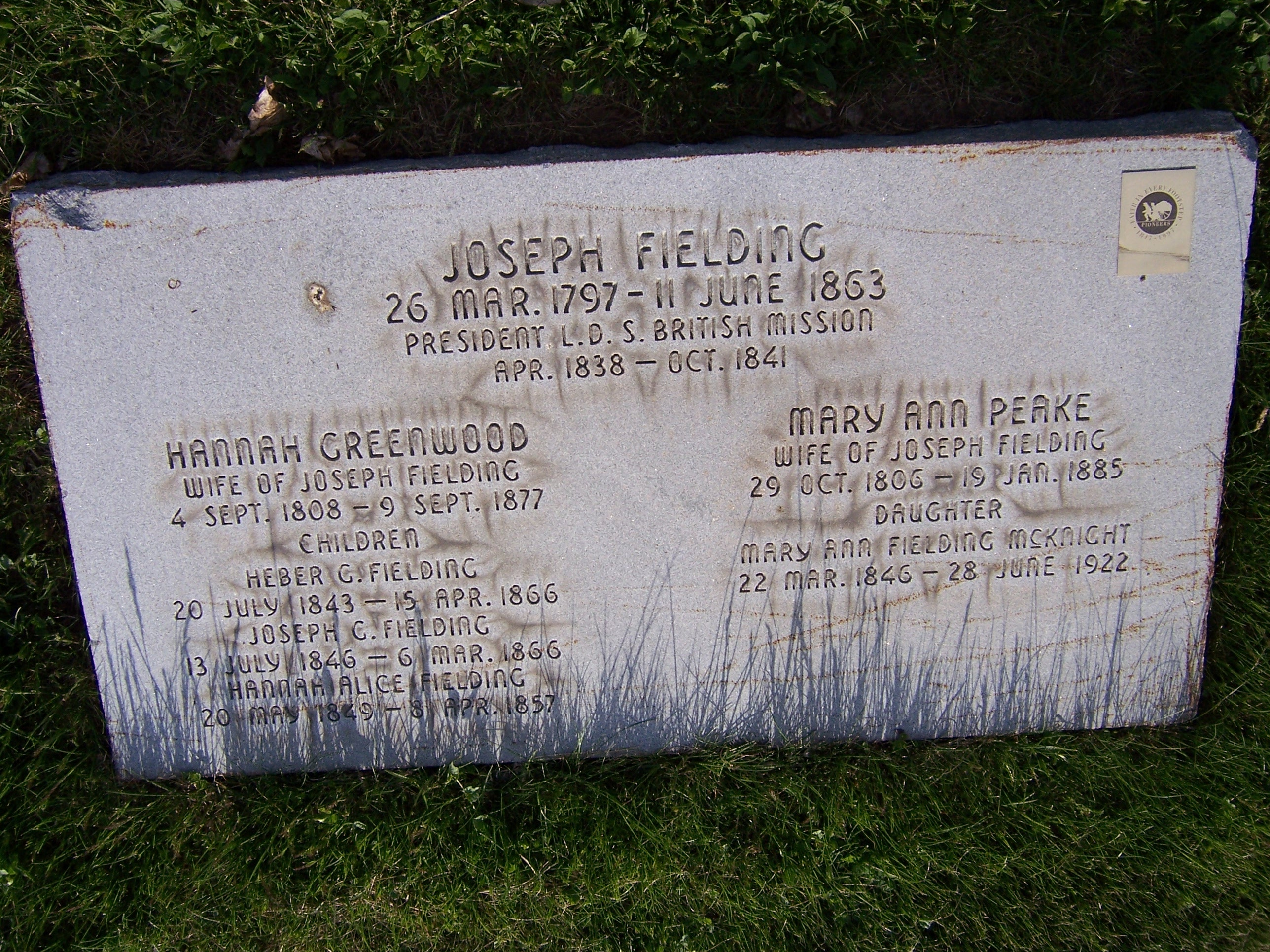

Филдинг был крещен в церкви Святых Последних Дней 21 мая 1836 года. Он был рукоположен в сан учителя летом 1836 года, а затем переехал вместе со своей семьей в Киртланд, штат Огайо.
После смерти лидера церкви Джозефа Смита и шурина Филдинга Хайрама Смита, в церкви начался кризис из-за выбора следующего президента Церкви Иисуса Христа Святых последних дней. Филдинг и его овдовевшие сестры решили двигаться на запад за Бригамом Янгом. Его поддержали сестры, его дети пасынки, идя вместе с ним в Уинтер-Квотерс (Небраска) и, в 1848 году, в Юту. Филдинг поселился в Милкрике и умер 19 декабря 1863 года.